# موالف كيو إيه أم
موالف كيو إيه أم (بالإنجليزية: QAM tuner)‏ وهو جهاز يستخدم في أمريكا الشمالية موجود في بعض المراني (التلفزيونات )الرقمية تمكن من عرض قنوات البث الرقمي دون الحاجة لاستخدام Set-top box الذي توفره شركات التلفاز الكبلي.